# Ålevangeliet. Berättelsen om världens mest gåtfulla fisk
Ålevangeliet. Berättelsen om världens mest gåtfulla fisk är en fackbok av Patrik Svensson utgiven 2019 på Albert Bonniers Förlag. 
Boken handlar om ålen, en fisk som det forskats mycket på, men som fortfarande är ett mysterium, inom naturvetenskapen kallad "ålfrågan". Patrik Svensson varvar fakta om ålen och dess historia med anekdoter om sitt eget liv och relationen till sin far. 
Ålevangeliet är Patrik Svenssons första bok.

## Priser
Svensson tilldelades Augustpriset 2019 i den facklitterära kategorin för boken.
Motiveringen löd:
| ”                                                     | En svindlande historia med filosofiska och existentiella förtecken om den utrotningshotade ålens ursprung och plats bland människan och myter som för läsaren ut på djupt vatten, både bokstavligt och bildligt. Patrik Svensson låter oss följa ålen från Sargassohavet, via smörgåsbord ända in i hans själ där den, tack vare hans pappa, har fått en alldeles speciell plats. För det är också en historia om en far och son, och hur kärleken till ålen knöt dem samman i en ofta ordlös relation. | „ |
| – Augustpriset, https://augustpriset.se/prisnom/2019/ | |   |